# Klubowe Mistrzostwa Świata w piłce siatkowej mężczyzn 2013
Klubowe Mistrzostwa Świata w piłce siatkowej mężczyzn 2013 (oficjalna nazwa 2013 FIVB Men’s Volleyball Club World Championship) – 9. turniej o tytuł klubowego mistrza świata, który odbył się w dniach 13–20 października 2013 roku w Brazylii w Betim.

## System rozgrywek
Turniej składał się z dwóch rund, w trakcie których rozegrano 16 meczów.
W fazie grupowej stworzono dwie grupy (A i B). W każdej znalazły się po 4 zespoły. Rywalizacja w każdej grupie odbywała się systemem kołowym. Do fazy pucharowej awansowały po dwie najlepsze drużyny z każdej z grup. Zespoły z miejsc 3-4 zostały sklasyfikowane w tabeli końcowej turnieju na 5. miejscu.
W fazie finałowej odbyły się półfinały, mecz o 3. miejsce i finał. Pary półfinałowe zostały stworzone według wzoru:
A1 – B2
A2 – B1.
Przegrani półfinałów zagrali o 3. miejsce, natomiast wygrani zmierzyli się w finale. Zwycięzca meczu finałowego został klubowym mistrzem świata.

## Drużyny uczestniczące
| Drużyna                   | Sposób awansu                           |
| ------------------------- | --------------------------------------- |
| Sada Cruzeiro Vôlei       | Gospodarz                               |
| Kalleh Mazandaran VC      | Klubowe Mistrzostwo Azji                |
| Lokomotiw Nowosybirsk     | Zwycięstwo w Lidze Mistrzów             |
| Panasonic Panthers        | dzika karta                             |
| Diatec Trentino           | Klubowe Mistrzostwo Świata 2012         |
| Club Sportif Sfaxien      | Klubowe Mistrzostwo Afryki              |
| La Romana Volleyball Club | reprezentant NORCECA                    |
| UPCN Vóley Club           | Klubowe Mistrzostwo Ameryki Południowej |

## Hala sportowa
| Grupa A i B, Faza finałowa         |
| ---------------------------------- |
| Betim                              |
| Ginasio Poliesportivo Divino Braga |
| Pojemność: 6000                    |
|                                    |

## Faza grupowa

### Grupa A
Tabela
| Lp. | Drużyna              | Pkt | Mecze | Mecze   | Mecze   | Sety | Sety | Sety  | Małe punkty | Małe punkty | Małe punkty |
| Lp. | Drużyna              | Pkt | M     | W (3:2) | P (2:3) | wyg. | prz. | ratio | zdob.       | str.        | ratio       |
| --- | -------------------- | --- | ----- | ------- | ------- | ---- | ---- | ----- | ----------- | ----------- | ----------- |
| 1   | UPCN San Juan Vóley  | 8   | 3     | 3 (1)   | 0 (0)   | 9    | 3    | 3.000 | 274         | 262         | 1.046       |
| 2   | Diatec Trentino      | 7   | 3     | 2 (0)   | 1 (1)   | 8    | 4    | 2.000 | 283         | 250         | 1.132       |
| 3   | Panasonic Panthers   | 3   | 3     | 1 (0)   | 2 (0)   | 4    | 7    | 0.571 | 248         | 259         | 0.958       |
| 4   | Kalleh Mazandaran VC | 0   | 3     | 0 (0)   | 3 (0)   | 2    | 9    | 0.222 | 246         | 280         | 0.879       |

Źródło: 
Punktacja: 3:0 i 3:1 – 3 pkt; 3:2 – 2 pkt; 2:3 – 1 pkt; 1:3 i 0:3 – 0 pkt
Zasady ustalania kolejności: 1. liczba punktów, 2. liczba zwycięstw, 3. stosunek setów, 4. stosunek małych punktów, 5. bilans w bezpośrednich meczach
Legenda:   awans do półfinału
Wyniki
| Data  | Godz. | Drużyna 1           | Wynik | Drużyna 2            | 1     | 2     | 3     | 4     | 5     | Widzów | *  |
| ----- | ----- | ------------------- | ----- | -------------------- | ----- | ----- | ----- | ----- | ----- | ------ | -- |
| 15.10 | 14:10 | Diatec Trentino     | 3:1   | Kalleh Mazandaran VC | 24:26 | 25:19 | 25:19 | 26:24 |       | 1875   | P2 |
| 15.10 | 17:10 | UPCN San Juan Vóley | 3:1   | Panasonic Panthers   | 20:25 | 25:23 | 25:14 | 25:23 |       | 1000   | P2 |
|       |       |                     |       |                      |       |       |       |       |       |        |    |
| 16.10 | 14:10 | Panasonic Panthers  | 3:1   | Kalleh Mazandaran VC | 25:19 | 24:26 | 30:28 | 25:16 |       | 800    | P2 |
| 17.10 | 14:10 | UPCN San Juan Vóley | 3:2   | Diatec Trentino      | 22:25 | 25:23 | 25:22 | 16:25 | 15:13 | 1550   | P2 |
|       |       |                     |       |                      |       |       |       |       |       |        |    |
| 18.10 | 14:10 | UPCN San Juan Vóley | 3:0   | Kalleh Mazandaran VC | 26:24 | 25:22 | 25:23 |       |       | 1000   | P2 |
| 18.10 | 20:10 | Diatec Trentino     | 3:0   | Panasonic Panthers   | 25:18 | 25:19 | 25:22 |       |       | 1200   | P2 |

### Grupa B
Tabela
| Lp. | Drużyna               | Pkt | Mecze | Mecze   | Mecze   | Sety | Sety | Sety  | Małe punkty | Małe punkty | Małe punkty |
| Lp. | Drużyna               | Pkt | M     | W (3:2) | P (2:3) | wyg. | prz. | ratio | zdob.       | str.        | ratio       |
| --- | --------------------- | --- | ----- | ------- | ------- | ---- | ---- | ----- | ----------- | ----------- | ----------- |
| 1   | Lokomotiw Nowosybirsk | 7   | 3     | 3 (2)   | 0 (0)   | 9    | 4    | 2.250 | 293         | 268         | 1.093       |
| 2   | Sada Cruzeiro         | 7   | 3     | 2 (0)   | 1 (1)   | 8    | 3    | 2.667 | 254         | 216         | 1.176       |
| 3   | Club Sportif Sfaxien  | 3   | 3     | 1 (1)   | 2 (1)   | 5    | 8    | 0.625 | 262         | 281         | 0.932       |
| 4   | La Romana             | 1   | 3     | 0 (0)   | 3 (1)   | 2    | 9    | 0.222 | 216         | 260         | 0.831       |

Źródło: 
Punktacja: 3:0 i 3:1 – 3 pkt; 3:2 – 2 pkt; 2:3 – 1 pkt; 1:3 i 0:3 – 0 pkt
Zasady ustalania kolejności: 1. liczba punktów, 2. liczba zwycięstw, 3. stosunek setów, 4. stosunek małych punktów, 5. bilans w bezpośrednich meczach
Legenda:   awans do półfinału
Wyniki
| Data  | Godz. | Drużyna 1             | Wynik | Drużyna 2             | 1     | 2     | 3     | 4     | 5     | Widzów | *  |
| ----- | ----- | --------------------- | ----- | --------------------- | ----- | ----- | ----- | ----- | ----- | ------ | -- |
| 15.10 | 20:10 | Sada Cruzeiro         | 3:0   | La Romana             | 25:20 | 25:22 | 25:16 |       |       | 6000   | P2 |
|       |       |                       |       |                       |       |       |       |       |       |        |    |
| 16.10 | 17:10 | Lokomotiw Nowosybirsk | 3:0   | La Romana             | 25:20 | 25:23 | 25:17 |       |       | 300    | P2 |
| 16.10 | 20:10 | Sada Cruzeiro         | 3:0   | Club Sportif Sfaxien  | 25:16 | 25:17 | 25:15 |       |       | 1850   | P2 |
|       |       |                       |       |                       |       |       |       |       |       |        |    |
| 17.10 | 17:10 | Club Sportif Sfaxien  | 3:2   | La Romana             | 23:25 | 22:25 | 25:23 | 25:14 | 15:11 | 1000   | P2 |
| 17.10 | 20:10 | Sada Cruzeiro         | 2:3   | Lokomotiw Nowosybirsk | 25:22 | 21:25 | 25:22 | 19:25 | 14:16 | 5100   | P2 |
|       |       |                       |       |                       |       |       |       |       |       |        |    |
| 18.10 | 17:10 | Lokomotiw Nowosybirsk | 3:2   | Club Sportif Sfaxien  | 25:21 | 20:25 | 25:19 | 22:25 | 16:14 | 300    | P2 |

## Faza finałowa

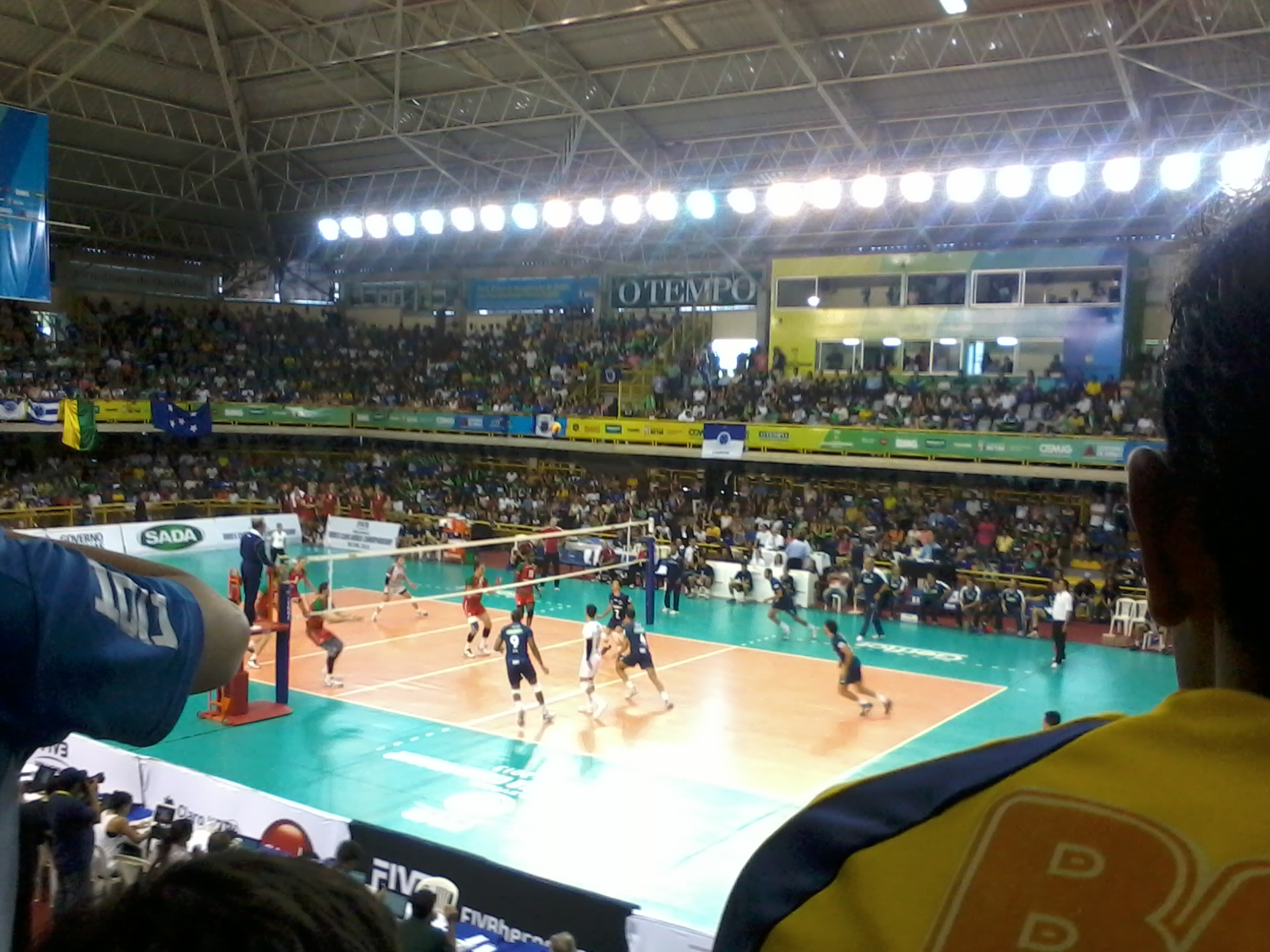
Mecz finałowy Klubowych Mistrzostw Świata 2013 pomiędzy Sadą Cruzeiro Vôlei a Lokomotiwem Nowosybirsk

### Drabinka
|  |                       |                       |                     |                     |   |                       |                       |       |
|  | Półfinały             | Półfinały             | Półfinały           |                     |   | Finał                 | Finał                 | Finał |
|  | Półfinały             | Półfinały             | Półfinały           |                     |   | Finał                 | Finał                 | Finał |
|  |                       |                       |                     |                     |   |                       |                       |       |
|  |                       |                       |                     |                     |   |                       |                       |       |
|  | Lokomotiw Nowosybirsk | Lokomotiw Nowosybirsk | 3                   |                     |   |                       |                       |       |
|  | Lokomotiw Nowosybirsk | Lokomotiw Nowosybirsk | 3                   |                     |   |                       |                       |       |
|  | Diatec Trentino       | Diatec Trentino       | 1                   |                     |   |                       |                       |       |
|  | Diatec Trentino       | Diatec Trentino       | 1                   |                     |   | Lokomotiw Nowosybirsk | Lokomotiw Nowosybirsk | 0     |
|  |                       |                       |                     |                     |   | Lokomotiw Nowosybirsk | Lokomotiw Nowosybirsk | 0     |
|  |                       |                       | Sada Cruzeiro Vôlei | Sada Cruzeiro Vôlei | 3 |                       |                       |       |
|  | UPCN Vóley Club       | UPCN Vóley Club       | Sada Cruzeiro Vôlei | Sada Cruzeiro Vôlei | 3 | 0                     |                       |       |
|  | UPCN Vóley Club       | UPCN Vóley Club       |                     |                     |   |                       |                       |       |
|  | Sada Cruzeiro Vôlei   | Sada Cruzeiro Vôlei   | 3                   |                     |   |                       |                       |       |
|  | Sada Cruzeiro Vôlei   | Sada Cruzeiro Vôlei   | 3                   | Mecz o 3. miejsce   |   |                       |                       |       |
|  |                       |                       |                     |                     |   |                       |                       |       |
|  |                       |                       |                     |                     |   |                       |                       |       |
|  |                       |                       |                     |                     |   |                       |                       |       |
|  | Diatec Trentino       | Diatec Trentino       | 3                   |                     |   |                       |                       |       |
|  | Diatec Trentino       | Diatec Trentino       | 3                   |                     |   |                       |                       |       |
|  | UPCN Vóley Club       | UPCN Vóley Club       | 1                   |                     |   |                       |                       |       |
|  | UPCN Vóley Club       | UPCN Vóley Club       | 1                   |                     |   |                       |                       |       |

### Półfinały
| Data  | Godz. | Drużyna 1             | Wynik | Drużyna 2       | 1     | 2     | 3     | 4     | 5 | Widzów | *          |
| ----- | ----- | --------------------- | ----- | --------------- | ----- | ----- | ----- | ----- | - | ------ | ---------- |
| 19.10 | 15:40 | Lokomotiw Nowosybirsk | 3:1   | Diatec Trentino | 25:27 | 25:21 | 26:24 | 25:23 |   | 1500   | {{{opis}}} |
| 19.10 | 18:10 | UPCN San Juan Vóley   | 0:3   | Sada Cruzeiro   | 22:25 | 18:25 | 20:25 |       |   | 5400   | {{{opis}}} |

### Mecz o 3. miejsce
| Data  | Godz. | Drużyna 1       | Wynik | Drużyna 2           | 1     | 2     | 3     | 4     | 5 | Widzów | *          |
| ----- | ----- | --------------- | ----- | ------------------- | ----- | ----- | ----- | ----- | - | ------ | ---------- |
| 20.10 | 13:10 | Diatec Trentino | 3:1   | UPCN San Juan Vóley | 25:22 | 22:25 | 25:21 | 25:19 |   | 3000   | {{{opis}}} |

### Finał
| Data  | Godz. | Drużyna 1             | Wynik | Drużyna 2     | 1     | 2     | 3     | 4 | 5 | Widzów | *          |
| ----- | ----- | --------------------- | ----- | ------------- | ----- | ----- | ----- | - | - | ------ | ---------- |
| 20.10 | 16:10 | Lokomotiw Nowosybirsk | 0:3   | Sada Cruzeiro | 20:25 | 19:25 | 20:25 |   |   | 7200   | {{{opis}}} |

## Klasyfikacja końcowa

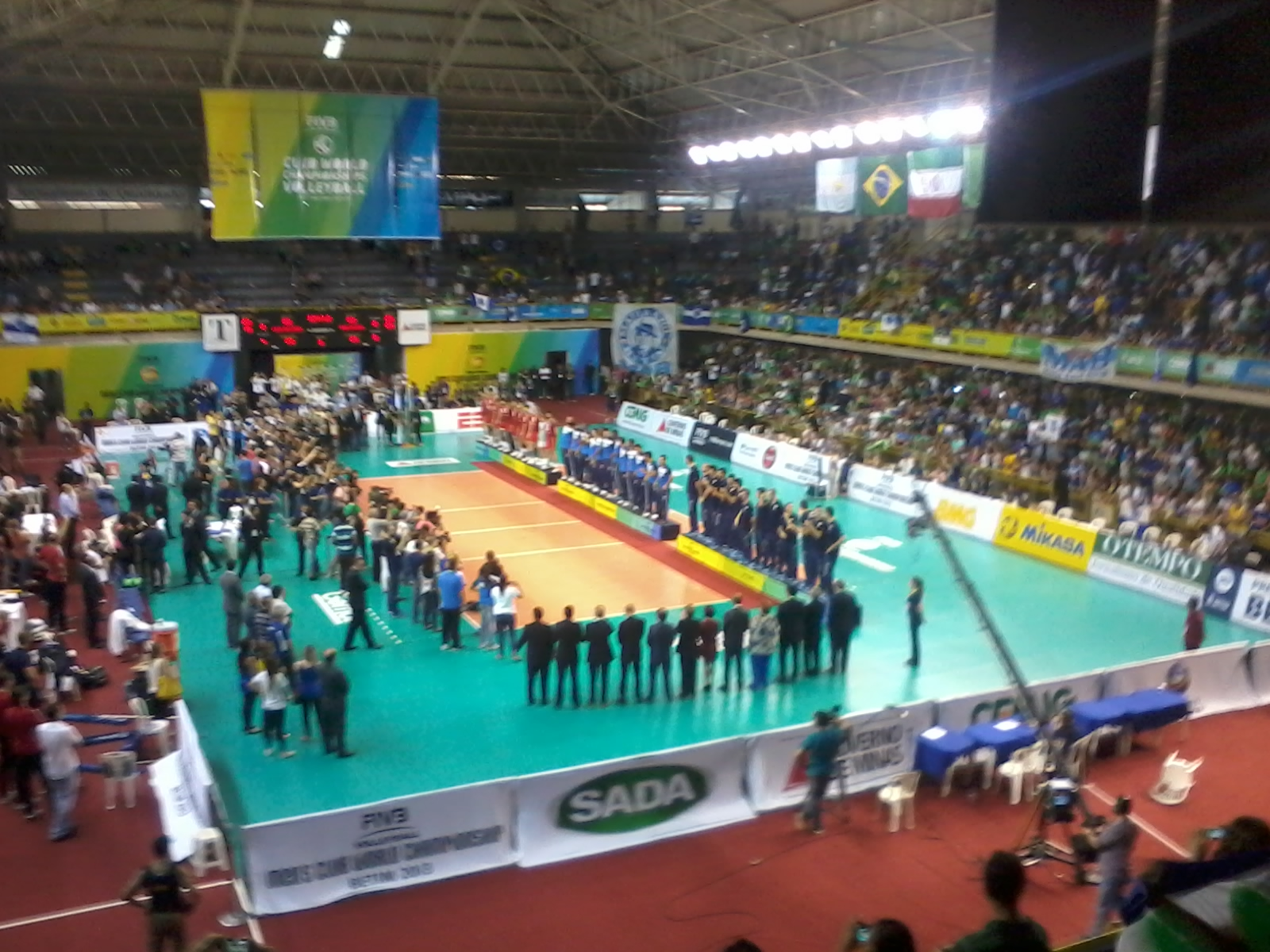
Ceremonia medalowa Klubowych Mistrzostw Świata 2013

| Miejsce | Drużyna                   |
| ------- | ------------------------- |
| złoto   | Sada Cruzeiro Vôlei       |
| srebro  | Lokomotiw Nowosybirsk     |
| brąz    | Diatec Trentino           |
| 4.      | UPCN Vóley Club           |
| 5.      | La Romana Volleyball Club |
| 5.      | Club Sportif Sfaxien      |
| 5.      | Panasonic Panthers        |
| 5.      | Kalleh Mazandaran VC      |